# Harald Uhl
Harald Uhl (* 15. Oktober 1934 in Wien; † 12. Januar 2017) war ein österreichischer Professor und in Wachtberg tätiger Kommunalpolitiker.

## Leben
Harald Uhl studierte an der Universität Wien Rechtswissenschaft und promovierte in diesem Fach und später auch in Staatswissenschaften. 1969 kam er beruflich nach Bonn und lebte seitdem in der Nachbargemeinde Wachtberg. Von 1985 bis 1995 war er Vorsitzender der Wachtberger SPD. Er betätigte sich als Heimatforscher und veröffentlichte hierzu einige Publikationen. U. a. arbeitete er an dem Kleinen Denkmalführer für Niederbachem mit. Uhl war auch im Heimat- und Verschönerungsverein Niederbachem engagiert. Er wurde mit dem Rheinlandtaler des Landschaftsverbandes Rheinland (LVR) geehrt, eine Auszeichnung für Personen, die sich für die rheinische Kulturpflege einsetzen. Ferner wurde ihm das Bundesverdienstkreuz am Bande verliehen.
Außerdem engagierte er sich in der Evangelischen Kirchengemeinde Wachtberg. Schon in Österreich hatte er sich für die Ökumene eingesetzt und war dort Gründungsmitglied des Ökumenischen Jugendrates. Auch für den Dialog zwischen Juden und Christen trat er ein.

## Werke
- Aus der Geschichte jüdischen Lebens im Gebiet des heutigen Wachtberg. Rheinlandia Verlag, Siegburg 2012, ISBN 978-3-938535-90-5.
- Robert Kauer. Ein Kirchenpräsident in den Konflikten seiner Zeit. Mit einem Vorwort von Michael Bünker. Evangelischer Presseverband, Wien 2014, ISBN 	978-3-85073-311-3.